# Pavlos Kontides
Pavlos Kontides (griechisch Παύλος Κοντίδης; * 11. Februar 1990 in Limassol) ist ein zyprischer Segler.

## Werdegang
Nach Abschluss des Gymnasiums studiert Kontides Schiffbau in Southampton. Seine erste Regatta bestritt er 1999 in einem Optimist bei den zyprischen Meisterschaften. 2003 gewann er bei der nationalen Jugendmeisterschaft im Laser seinen ersten Titel. 2007 und 2008 wurde er zweimal in Folge Junioren-Weltmeister. 2009 gewann er die Bronzemedaille bei der Laser-Europameisterschaft.
2008 nahm er in Peking erstmals an Olympischen Sommerspielen teil und belegte im Laser Rang 13. Vier Jahre später gewann er in London in der gleichen Bootsklasse die Silbermedaille, die erste Medaille für einen zyprischen Sportler in der olympischen Geschichte Zyperns. Die Olympischen Spiele 2016 in Rio de Janeiro schloss er auf dem siebten Platz ab. Bei den 2021 ausgetragenen Olympischen Spielen 2020 in Tokio verpasste er als Vierter knapp einen erneuten Medaillengewinn. Er schloss die Regatta nur drei Punkte hinter dem drittplatzierten Hermann Tomasgaard ab. Erfolgreicher verliefen für Kontides die Olympischen Spiele 2024 in Paris. Mit 56 Punkten wurde er hinter dem mit 40 Punkten siegreichen Matthew Wearn aus Australien und vor dem mit 80 Punkten drittplatzierten Peruaner Stefano Peschiera Zweiter der olympischen Regatta.
Bei Weltmeisterschaften sicherte er sich zunächst 2013 im Laser die Silbermedaille, ehe ihm 2017 und 2018 jeweils der Titelgewinn gelang. 2022 folgte bei den Weltmeisterschaften eine weitere Silbermedaille. Zweimal wurde Kontides Europameister: 2018 in La Rochelle und 2022 in Hyères.